# チャンプ島
チャンプ島 （ロシア語: Остров Чамп、英語: Champ Island）は、北極海の一部であるバレンツ海に位置する諸島であるロシア連邦領ゼムリャフランツァヨシファ中心部に位置する島である。 

## 歴史
この島はチーグラー極地遠征隊の救出隊を率いたウィリアム・S・チャンプにちなんで名付けられた   。 
2006年には、百年前に使用されていたスキー板の残骸が島内のTriest岬で発見されている。 

## 地理
島の面積は374km2、海岸線の長さは90km。 島の南西部には氷河に覆われていない地帯が広がる。島の最高地点の標高は507m。 
チャンプ島は、ゼムリャフランツァヨシファの一部を成すZichy Landという島嶼群の最南端に位置する。 北のルイージ島、北東のソールズベリー島とは狭い海峡によって隔てられている 。 西側に広がる海峡は、イギリスの極地探検家アルバート・ヘイスティングス・マーカム提督に因み、マーカム水路（ロシア語: Проливмаркама）と名付けられている 。またこの島は、コンクリーションという現象によって形成された球状の石が散在していることで知られる。その大きさは数ミリから、大きいものでは数メートルのものもある。 
|  |  |

## 参照資料
1. ↑  NY Times - May, 14 1904
2. ↑  NY Times - May, 5 1904
3. ↑  The Papers of M. Frederick Mount in the Dartmouth College Library
4. ↑  Anthony Fiala: Fighting the Polar Ice. Doubleday, Page & co., New York 1907, p. 193
5. ↑  Ski fragment
6. ↑  UNEP - Islands
7. ↑  ロシアの無人島10選 - ロシア・ビヨンド
8. ↑  Friedhelm Thiedig: Fahrt zum Geografischen Nordpol und zum Franz Josef Land (2005) – mit Beschreibung der Klagenfurt Inseln und der auffällig großen Steinkugeln östlich Kap Fiume auf Champ Island (FJL) (PDF; 11,2 MB). In: Carinthia II 196/116(1), 2006, pp. 9–32